# Batalla de Sedán (1940)
La batalla de Sedán o segunda batalla de Sedán (12 de mayo hasta 15 de mayo de 1940) fue una batalla de la Segunda Guerra Mundial librada durante la campaña francesa. La batalla fue parte del plan operativo de la Wehrmacht con nombre en código Fall Gelb (Caso Amarillo) para rodear los ejércitos aliados en Bélgica y el norte de Francia. El Grupo de Ejércitos A cruzó el río Mosa con la intención de capturar Sedán (ocupada al anochecer del 12 de mayo) y empujar hacia el norte, hacia la costa del Canal, con el fin de atrapar a las fuerzas aliadas que avanzaban hacia el este en Bélgica, como parte del Plan Dyle aliado.

## Fuerzas involucradas

### Fuerzas alemanas
Las fuerzas alemanas estaban formadas por la 1.ª División Panzer, la 2.ª División Panzer y la 10.ª División Panzer. La 1.ª División Panzer bajo el mando del Generalmajor (Mayor General) Friedrich Kirchner, contaba con 52 Panzer II, 98 Panzer III, 58 Panzer IV, 40 Panzer 35(t) y ocho Sd.Kfz. 265 Panzerbefehlswagens. La 2.ª División Panzer, bajo el mando del Generalleutnant (Teniente General) Rudolf Veiel, disponía de 45 Panzer I, 115 Panzer II, 59 Panzer III y 32 Panzer IV. También disponía de 16 Sd.Kfz. 265. La 10.ª División Panzer, bajo el mando del Generalleutnant Ferdinand Schaal, tenía 44 Panzer I, 113 Panzer II, 58 Panzer III, 32 Panzer IV y 18 Sd.Kfz. 265. En total, Guderian pudo reunir 60 000 hombres, 22 000 vehículos, 771 tanques y 141 piezas de artillería. Pudo también recurren a 1.470 aviones.
Parte del problema de Guderian era la falta de artillería móvil. No tenía intención de detener la fuga para esperar a que se trasladaran unidades de artillería adicionales para asaltar Sedan. En cambio, Guderian solicitó el máximo apoyo de la Luftwaffe. Durante los primeros días, el brazo aéreo alemán se usaría principalmente en apoyo del Grupo de Ejércitos B. La mayor parte del apoyo aéreo sobre Sedan sería proporcionado por Luftflotte 3 (Flota Aérea 3). Inicialmente, solo se iba a utilizar un número limitado de unidades aéreas, pero la carga de trabajo de la Luftwaffe' aumentó mucho más cerca del momento de la batalla. La Luftwaffe iba a emplear I. Fliegerkorps (1.er Cuerpo Aéreo bajo Ulrich Grauert), II. Fliegerkorps (bajo Bruno Loerzer), V. Fliegerkorps (bajo Robert Ritter von Greim), y VIII. Fliegerkorps (bajo Wolfram Freiherr von Richthofen). Estas unidades provenían de Luftflotte 2 y Jagdfliegerführer 3 (Líder de Cazas 3). La unidad más significativa fue VIII. Fliegerkorps, apodado Nahkampf-Fliegerkorps (Cuerpo Aéreo de apoyo cercano), que contenía Sturzkampfgeschwader 77 (Escuadra de Bombardeo en Picado 77), una poderosa concentración de unidades de bombarderos en picado equipadas con el Junkers Ju 87 Avión de ataque a tierra de precisión Stuka. Esta poderosa concentración aérea contaba con unos 1.470 aviones; 600 Heinkel He 111 y Junkers Ju 88 bombardero medios y Dornier Do 17 bombardero ligeros, 250 Ju 87s, 500 Messerschmitt Bf 109s y 120 Messerschmitt Bf 110.

### Fuerzas francesas
En el sector de Longwy, Sedan y Namur, donde se encuentran las Ardenas y el Mosa, el Noveno Ejército y el Segundo Ejército franceses se componían principalmente de divisiones de mala calidad. Los refuerzos eran mínimos y esas unidades estaban equipadas con armas obsoletas. Los recursos a disposición de las dos divisiones de la Serie B, las Divisiones de Infantería 55 y más tarde la 71, que iban a soportar la peor parte del ataque, eran débiles. Prácticamente no tenían oficiales regulares y no habían entrado en condiciones de guerra por estar en contacto con el enemigo.
La 55.ª División de Infantería que custodiaba Sedan tenía poco tiempo para el entrenamiento de combate, ya que su tiempo lo había dedicado a trabajos de construcción. La división estaba formada principalmente por reservistas, la mayoría de los cuales tenían más de 30 años. Se hizo poco esfuerzo por mejorar la mala calidad de combate de la división. Un oficial, el primer teniente Delas del 1.er Batallón 147º Regimiento de Infantería de la Fortaleza, fue arrestado y confinado durante 15 días por ordenar prácticas de tiro con un cañón antitanque de 25 mm en una cantera cercana. El oficial al mando de la división, el general Lafontaine, puso más fe en las fortificaciones que en el entrenamiento, ya que creía que compensaría la debilidad de la división. Los hombres de la división carecían de la confianza y la voluntad para luchar cuando tuvo lugar la batalla.
La organización de la 55.ª División de Infantería francesa fue caótica. La mayoría de las unidades habían estado involucradas en trabajos de construcción y se las movía constantemente a diferentes posiciones tácticas. De las nueve empresas en posición al 10 de mayo, solo unas pocas habían estado ocupando sus respectivos puestos durante unos pocos días y no estaban familiarizadas con ellos. Uno de los principales regimientos de infantería, el 213º Regimiento de Infantería, fue eliminado por completo de la línea y reemplazado por el 331º Regimiento. En algunos casos, los regimientos de infantería estaban formados por varias compañías diferentes de varios batallones diferentes de diferentes regimientos. Por ejemplo, la 6ª Compañía, 2º Batallón del 295º Regimiento de Infantería, estaba formada por cuatro compañías diferentes que procedían de tres batallones diferentes pertenecientes a tres regimientos diferentes.
Tales acciones dañaron la cohesión de las unidades que inicialmente eran fuertes. El 147º Regimiento de la Fortaleza era la columna vertebral de la 55.ª División de Infantería y ocuparía las posiciones del búnker en el Mosa. Al inicio de la movilización, la unidad tenía la moral alta y muy buena cohesión. Sin embargo, debido a los constantes cambios en la organización, los batallones de la unidad fueron "desgarrados una y otra vez".
Para relevar a la 55.ª División de Infantería, se ordenó a la 71ª División de Infantería francesa salir de la reserva y pasar al frente. La presencia de la 71ª de Infantería acortó el frente de 14 km a lo largo del Mosa. Esto aumentaría la densidad de la fuerza de combate en el área inmediata, pero tal movimiento solo se completó parcialmente el 10 de mayo, ya que estaba programado para completarse el 13 y 14 de mayo, tres días "después" del ataque alemán. Aunque las dos divisiones tenían 174 piezas de artillería, más que las fuerzas alemanas que se les oponían, tenían que compartir esa fuerza entre ellas. A ambas divisiones les faltaban cañones antitanques y antiaéreos, una deficiencia crítica.

## Desarrollo
En mayo de 1940 los ejércitos alemanes del Grupo de Ejércitos A lograron cruzar el espeso bosque de las Ardenas llegando hasta Sedán donde los esperaban elementos del noveno y del segundo ejército francés.
Cuando el alto mando francés descubrió esa agrupación de ejércitos entró en pánico. Las Fuerzas francesas fueron reagrupadas a toda prisa por el general Gamelin y tomaron posiciones a lo largo del Mosa.
Mientras los zapadores intentaban construir pontones para que los tanques lograran cruzar el Mosa eran bombardeados por intenso fuego de artillería, pero sin apoyo aéreo, no pudieron hacer nada contra los Junkers JU 87 stuka, que destruyeron gran parte de la artillería francesa y desmoralizaron a las tropas.
Para el 15 de mayo el frente tenía una gran brecha y los panzers alemanes tenían la ruta libre hacia el canal, tomando la noche del 19 de mayo Noyelles-sur-Mer y el 20 de mayo Abbeville. Con esta victoria los panzers alemanes evitaban la parte mejor fortificada de la Línea Maginot.

## Consecuencias
La derrota francesa en Sedan dejó a los aliados en Bélgica con escasa protección en los flancos. La protección de flanco aliada limitada y relativamente escasa que existía fue derrotada rápida y fácilmente por las fuerzas alemanas en su impulso de ataque ofensivo y apremiante desde su ruptura en Sedan. La fuga fue tan rápida que hubo pocos combates. Muchos soldados franceses fueron hechos prisioneros antes de que pudieran ofrecer resistencia, lo que explica también el bajo número de bajas sufridas por ambos bandos. Los dos batallones de ingenieros de asalto al mando de Günther Korthals lograron el éxito más importante. Al eliminar los búnkeres en el sector de Bellevue, hicieron posible los avances de la 1.ª y 2.ª División Panzer y esto se logró sin pérdidas. Los historiadores militares están de acuerdo en que la Batalla de Sedan selló el destino de Bélgica y Francia. El 14 de mayo, las fuerzas aliadas se equivocaron y, debido a sus fallas en el despliegue, perdieron la campaña.
El avance alemán al Canal atrapó a 1.700.000 soldados aliados y resultó en la expulsión de los aliados del continente de Europa Occidental. La mayor parte del Ejército Británico escapó del puerto de Dunkerque pero los Aliados dejaron atrás grandes cantidades de equipo. El cerco alemán destruyó las mejores unidades del ejército francés, resultando en 40.000 soldados prisioneros de guerra, pero 139.732 británicos y 139.037 soldados franceses escaparon. Las fuerzas francesas y británicas fueron enviadas desde Inglaterra y participaron en las batallas de junio de 1940, pero las fuerzas armadas francesas dejaron de luchar el 25 de junio de 1940, cuando el Armisticio del 22 de junio entró en vigor.